# Gmail
Gmail là một dịch vụ email miễn phí hỗ trợ quảng cáo do Google phát triển. Người dùng có thể truy cập vào Gmail trên web và thông qua các ứng dụng dành cho thiết bị di động dành cho Android và iOS cũng như thông qua các chương trình của bên thứ ba đồng bộ hóa nội dung email thông qua giao thức POP hoặc IMAP. Gmail bắt đầu bằng bản phát hành beta có giới hạn vào ngày 1 tháng 4 năm 2004 và kết thúc giai đoạn thử nghiệm vào ngày 7 tháng 7 năm 2009.
Khi khởi động, Gmail có dung lượng lưu trữ ban đầu là 1 GB cho mỗi người dùng, có dung lượng lớn hơn đáng kể so với các đối thủ cạnh tranh được cung cấp vào thời điểm đó. Ngày nay, dịch vụ này đi kèm với 15 GB dung lượng miễn phí. Người dùng có thể nhận email với dung lượng lên đến 50 MB, bao gồm tệp đính kèm, trong khi họ có thể gửi email đến 25 MB. Để gửi các tệp lớn hơn, người dùng có thể chèn tệp từ Google Drive vào thư. Gmail có giao diện định hướng tìm kiếm và "chế độ xem cuộc hội thoại" tương tự như diễn đàn trên Internet. Dịch vụ này đáng chú ý giữa các nhà phát triển trang web về việc sử dụng Ajax tiên phong của nó.
Các máy chủ của Google tự động quét email với nhiều mục đích, bao gồm để lọc spam và phần mềm độc hại, và thêm các quảng cáo theo ngữ cảnh bên cạnh email. Thực tế quảng cáo này đã bị chỉ trích đáng kể bởi những người ủng hộ quyền riêng tư do lo ngại về việc giữ dữ liệu không hạn chế, dễ dàng theo dõi bởi bên thứ ba, người dùng của các nhà cung cấp dịch vụ email khác không đồng ý với chính sách khi gửi email đến địa chỉ Gmail và tiềm năng Google thay đổi Các chính sách của nó để giảm sự riêng tư hơn bằng cách kết hợp thông tin với việc sử dụng dữ liệu khác của Google. Công ty đã là chủ thể của các vụ kiện liên quan đến các vấn đề. Google đã tuyên bố rằng người dùng email phải "nhất thiết phải mong đợi" email của mình phải được xử lý tự động và tuyên bố rằng dịch vụ không cho phép hiển thị quảng cáo bên cạnh các thư có khả năng nhạy cảm như những người đề cập đến chủng tộc, tôn giáo, khuynh hướng tình dục, sức khoẻ hoặc tài chính các câu lệnh. Vào tháng 6 năm 2017, Google tuyên bố sắp kết thúc việc sử dụng nội dung Gmail theo ngữ cảnh cho mục đích quảng cáo thay vì dựa vào dữ liệu thu thập được từ việc sử dụng các dịch vụ khác của hãng.
Tính đến tháng 2 năm 2016, Gmail có một tỷ người dùng hoạt động trên toàn thế giới và là ứng dụng đầu tiên trên Cửa hàng Google Play đạt được một tỷ lượt cài đặt trên các thiết bị Android. Theo ước tính năm 2014, 60% các công ty Mỹ cỡ trung và 92% số doanh nghiệp mới thành lập đang sử dụng Gmail.

## Các tính năng

### Lưu trữ
Gmail đã cung cấp hơn 7.000 MB dung lượng lưu trữ miễn phí , tăng lên từ dung lượng 1 GB ban đầu. Sự thay đổi này đã được thông báo vào ngày 1 tháng 4 năm 2005, nhân dịp kỷ niệm một năm ngày ra đời của Gmail. Thông báo cũng kèm theo lời tuyên bố rằng Google sẽ "luôn luôn cung cấp cho mọi người dung lượng ngày càng lớn". Những gì Google đang làm là liên tục tăng dung lượng từng giây một miễn là họ vẫn còn đủ chỗ trống ở máy chủ, như vậy dung lượng sẽ tăng 145 MB một năm (khoảng 0,4 MB một ngày). Tỷ lệ tăng như vậy là đã nhanh hơn so với lời thông báo ban đầu. Nếu tỷ lệ tăng vẫn không đổi, khả năng lưu trữ sẽ đạt tới 3 GB vào giữa năm 2008. Gmail cũng có thể được dùng như một ổ cứng.

### Giao diện

#### Lập trình
Gmail sử dụng triệt để Ajax (đặc biệt là framework AjaXSLT), tận dụng những tính năng của trình duyệt hiện đại như JavaScript, tổ hợp phím tắt và tích hợp Web feed, mang lại giao diện phong phú nhưng vẫn giữ lại được những lợi ích của một ứng dụng web.
Gmail đưa ra giao diện "chuẩn không có chat". Đó là giao diện thường không có chức năng chat. Opera 8+ hỗ trợ giao diện "chuẩn" - nhưng Gmail đòi hỏi Opera phải che giấu dưới dạng Internet Explorer mới có thể dùng được giao diện "chuẩn" có chat.

#### Tổ chức
Những chuỗi tìm kiếm nâng cao có thể được xây dựng, sử dụng giao diện Tìm kiếm Nâng cao, hoặc các toán tử tìm kiếm trong hộp tìm kiếm. Những tùy chọn tìm kiếm bao gồm tìm cụm từ, người gửi, vị trí và ngày gửi.
Bộ lọc thư cũng được dùng bằng cách sử dụng giao diện tương tự như hộp thoại Tùy chọn Tìm kiếm. Gmail cho phép người dùng lọc thư theo nội dung; theo vùng Từ, Tới, và Chủ đề; hoặc theo thư đó đính kèm hay không. Gmail có thể thực hiện một loạt các tác vụ sau cho một tin nhắn phù hợp với yêu cầu: Bỏ qua Hộp thư đến, đánh dấu sao, gán nhãn, xóa, và chuyển dcdcc tiếp tới địa chỉ e-mail khác.
Gmail phát hiện những tin nhắn liên quan với nhau, và nhóm chúng thành "cuộc đàm luận", trong đó các tin nhắn được liệt kê lần lượt, tin nhắn mới nhất nằm ở dưới cùng. Nếu một cuộc đàm luận có nhiều hơn khoảng 100 tin, nó sẽ được chia làm nhiều phần rời nhau.
Để tổ chức các thư dễ dàng hơn, e-mail có thể được gán nhãn. Các nhãn cung cấp cho người dùng một phương cách uyển chuyển để phân loại e-mail vì một e-mail có thể có nhiều loại nhãn (trái với kiểu hệ thống trong đó e-mail chỉ thuộc một thư mục). Người dùng có thể trình bày tất cả e-mail có nhãn nào đó và có thể sử dụng các nhãn này làm điều kiện tìm kiếm.

#### Danh bạ
Gmail tự động lưu lại chi tiết các liên hệ khi e-mail được gửi tới một địa chỉ mới. Nếu người dùng thay đổi, thêm, hoặc xóa thông tin bên cạnh e-mail như họ tên khi gửi e-mail, nó cũng cập nhật vào danh sách liên hệ. Khi người dùng bắt đầu gõ vào vùng Tới, CC hoặc BCC nó sẽ hiện ra một danh sách các liên hệ tương ứng, với tên và địa chỉ e-mail. Các thông tin khác, bao gồm các địa chỉ email phụ, có thể được thêm vào trang Danh bạ. Những liên hệ này có thể được gán vào nhóm, hoặc gửi nhiều e-mail vào liên hệ dễ dàng. Hình ảnh có thể được thêm vào liên hệ, và sẽ xuất hiện bất cứ khi nào di chuyển chuột lên tên của liên hệ.
Danh bạ có thể được nhập khẩu theo vài cách khác nhau, từ Microsoft Office Outlook, Eudora, Hotmail, Yahoo! Mail, orkut, và các danh sách liên hệ nào có khả năng xuất khẩu với định dang CSV. Gmail cũng cho phép người dùng xuất khẩu các liên hệ của họ ra CSV.

#### Soạn thư
Một năm sau khi Gmail ra đời, Định dạng Văn bản Phong phú được giới thiệu, cho phép điều chỉnh kích thước font chữ, màu sắc và canh lề, cũng như chèn những danh sách số và dấu chấm. Chức năng thêm mã HTML, bảng, hình và biểu tượng vui cũng kèm theo.
Tự động lưu là một tính năng khác của Gmail - một cơ chế để tránh mất dữ liệu khi trình duyệt tắt đột ngột hoặc các lỗi khác. Khi soạn một e-mail, một bản chép nháp của thư và các đính kèm sẽ được tự động lưu lại. Mặc dù thư được lưu mỗi phút một lần, thời gian lưu thư khác nhau tùy theo kích thước của thư.

### Bảo mật
Gmail mặc định sử dụng kết nối không mã hóa để lấy dữ liệu từ người dùng, chỉ mã hóa cho kết nối dùng để đăng nhập. Tuy nhiên, khi thay đổi URL từ http://mail.google.com/mail/ thành https://mail.google.com/mail/, Gmail sẽ sử dụng kết nối an toàn, giảm nguy cơ xem trộm thông tin của người dùng, như email và danh bạ, những thứ sẽ được truyền ở dạng ký tự thuần như dữ liệu JavaScript trong mã nguồn của trang. Kết nối POP3 sử dụng An ninh ở lớp Vận chuyển (Transport Layer Security, TLS).
Mặc dù TLS được sử dụng khi gửi email thông qua chương trình xem email như Mozilla Thunderbird, có vẻ như nó không được dùng khi một email được gửi từ máy chủ Gmail đến phần mềm giao dịch mail (email exchanger) của tên miền đích, vì thế ở một vài công đoạn nội dung email của nạn vẫn được truyền ở dạng ký tự thuần.
Gmail cung cấp một hệ thống lọc thư rác (spam). Theo Gmail, những thư bị đánh dấu là spam sẽ được tự động xóa sau 30 ngày, nhưng đã có những báo cáo ở trang Gmail Help Discussion (Thảo luận Giúp đỡ Gmail) về những spam mail nằm ở thư mục spam hàng tháng trời.
Tất cả những e-mail vào ra đều được tự động quét virus trong các đính kèm. Nếu tìm thấy virus trong đính kèm mà người đọc đang mở, Gmail sẽ tự động diệt virus và mở đính kèm mới được quét. Gmail cũng quét tất cả những đính kèm gửi ra ngoài, và sẽ ngăn chặn những thư được gửi nếu tìm thấy virus. Những file thực thi được sẽ tự động bị phong tỏa bởi hệ thống diệt Virus.
Gmail cũng là một trong những nhà cung cấp e-mail lớn sử dụng chữ ký DomainKeys của Yahoo! cho các thư gửi ra ngoài.

### Địa chỉ
Gmail  hỗ trợ địa chỉ email cộng. Có nghĩa là tin nhắn có thể được gởi tới những địa chỉ có dạng tênngườidùng+kýtựthêm@gmail.com, trong đó kýtựthêm có thể là bất cứ chuỗi ký tự nào, và sẽ đi đến Hộp thư đến của địa chỉ tênngườidùng@gmail.com. Điều này cho phép người dùng đăng ký những dịch vụ khác nhau dưới những bí danh khác nhau và sau đó dễ dàng lọc tất cả những email từ dịch vụ đó. Tuy nhiên, phần lớn các dịch vụ không hỗ trợ địa chỉ email có chứa dấu cộng ("+").
Gmail cho phép người dùng thêm những tài khoản email vào để sử dụng như những địa chỉ gửi tùy chọn. Một quá trình xác nhận được thực hiện để xác nhận quyền sở hữu của người dùng đối với những địa chỉ email thêm vào. "Địa chỉ cộng" cũng có thể được dùng trong trường hợp này. Hơn nữa, bất kỳ địa chỉ thêm vào nào cũng có thể được chọn làm địa chỉ mặc định.
Khi sử dụng tính năng này, địa chỉ được chọn sẽ xuất hiện trong vùng "Từ:" của email. Tuy nhiên, tài khoản Gmail thực được dùng để gửi mail rất dễ nhìn thấy, nó sẽ hiện ra trong vùng "Người gửi:" trong phần header của email, hoặc trong vùng chủ đề của thư. Một vài chương trình đọc mail sẽ viết "Từ: Ngườigửi@gmail.com [mailto:Ngườigửi@gmail.com] nhân danh..." trên thư trả lời, rất rõ ràng.
Tùy ý thích, một địa chỉ "Trả lời-đến:" có thể được thiết lập cho mỗi địa chỉ gởi đi.
Gmail không nhận ra những dấu chấm (".") là ký tự trong username. Thay vào đó, nó sẽ bỏ qua tất cả dấu chấm. Ví dụ như, tài khoản google@gmail.com sẽ nhận thư gửi đến địa chỉ goo.gle@gmail.com, g.o.o.g.l.e@gmail.com, vân vân. Tương tự, tài khoản goo.gle@gmail.com sẽ nhận thư gửi đến google@gmail.com. Điều này có thể hữu ích khi thiết lập bộ lọc cho thư đến. Khi đăng nhập, không nhất thiết phải có dấu chấm như khi tạo tài khoản. Cũng chú ý rằng điều này cũng áp dụng cho Google Apps dành cho Tên miền của bạn. Trong Apps, mỗi biến thể username phải được nhập vào như là một nickname bởi nhà quản trị tên miền.

### Lấy thư
Ngoài việc thêm địa chỉ email, Gmail còn có tính năng gọi là "Mail Fetcher" (Lấy thư) cho phép người dùng thêm tối đa năm tài khoản để lấy thư về thông qua POP3. Cấu hình khá đơn giản, và đưa ra nhiều tùy chọn. Một khi những tài khoản đã được thêm vào, người dùng sẽ được tự động hỏi có muốn tạo một địa chỉ gửi tùy chọn hay không (xem ở trên) nếu họ chưa tự làm điều đó. Tính năng này không làm việc với đồng bộ hóa IMAP, cũng như không hỗ trợ gửi thư thông qua một máy chủ SMTP bên ngoài.

### Sản phẩm tích hợp
Google Talk, dịch vụ chat của Google, có thể sử dụng trên giao diện web của trang Gmail. Giao diện web không hỗ trợ thoại. Tất cả nội dung cuộc hội thoại được lưu trữ ở hộp thư Chat trong Gmail trừ khi bạn chọn 'Không lưu lịch sử chat' trong phần Cài đặt của Google hoặc chọn 'Off the Record' trong Google Talk. Một tính năng tích hợp khác của Google Talk là thư thoại, ở đó tin nhắn thoại sẽ được gửi tới hộp thư đến Gmail của người nhận; cũng như đồng bộ hình ảnh của liên hệ.
Google Calendar được tích hợp vào Gmail ngay sau khi được phát hành vào ngày 13 tháng 4 năm 2006. Những sự kiện có thể được thêm vào trong khi đang viết thư và lưu trữ trên giao diện chính của Calendar. Người nhận sử dụng Gmail sẽ nhận lời mời đến sự kiện, họ có thể đồng ý hay từ chối. Hơn nữa, Gmail cố gắng nhận ra những ngày và địa điểm của sự kiện trong e-mail, và cho phép người dùng lựa chọn có thêm vào lịch làm việc hay không, tương tự như Exchange Server của Microsoft.
Còn có những sản phẩm khác của Google được tích hợp trong Gmail. Tài liệu văn bản và bảng tính được sử dụng thông qua Google Docs & Spreadsheets, mà không cần phải tải về máy tính. Tương tự, ảnh có thể được gởi trực tiếp đến Picasa sử dụng tài khoản Gmail.

### Trình duyệt được hỗ trợ
Gmail hiện nay có thể dùng được trên máy tính sử dụng các trình duyệt sau: Google Chrome, Internet Explorer 5.5+, Mozilla Application Suite 1.4+, Firefox 0.8+, Safari 1.2.1+, K-Meleon 0.9+, Netscape 7.1+, Opera 9+. Gmail cũng cung cấp "giao diện HTML cơ bản" cho phép người dùng kết nối với thư trên Gmail từ hầu hết các máy tính chạy trình duyệt không hỗ trợ đầy đủ những tính năng nâng cao, như Internet Explorer 4.0+, Netscape 4.07+ hoặc Opera 6.03+, hoặc những người dùng tắt tính năng JavaScript. Gmail's Help Center cung cấp một danh sách đầy đủ các trình duyệt được hỗ trợ. Gmail cũng vừa hỗ trợ ứng dụng tải về dành cho điện thoại di động cũng như điện thoại hỗ trợ WAP. Nó cũng làm việc được trên PSP và PS3, Nintendo Wii's Internet Channel và trình duyệt web Nintendo DS Opera Browser nhưng không đầy đủ.

### Ngôn ngữ được hỗ trợ
Hiện nay Gmail hỗ trợ giao diện với 40 thứ tiếng, với giao diện chính (với tất cả các tính năng) là tiếng Anh (Mỹ), bao gồm: tiếng Ả Rập, tiếng Bồ Đào Nha của Brazil, tiếng Bulgaria, tiếng Catalan, chữ Trung Quốc (giản thể), chữ Trung Quốc (phồn thể), tiếng Croat, tiếng Séc, tiếng Đan Mạch, tiếng Hà Lan, tiếng Anh (Anh), tiếng Anh (Mỹ), tiếng Estonia, tiếng Phần Lan, tiếng Pháp, tiếng Đức, tiếng Hy Lạp, tiếng Hebrew, tiếng Hindi, tiếng Hung, tiếng Iceland, tiếng Indonesia, tiếng Ý, tiếng Nhật, tiếng Triều Tiên, tiếng Latvi, tiếng Litva, tiếng Marathi, tiếng Na Uy, tiếng Farsi, tiếng Ba Lan, tiếng România, tiếng Nga, tiếng Serb, tiếng Slovak, tiếng Sloven, tiếng Tây Ban Nha, tiếng Thụy Điển, tiếng Tagalog, tiếng Thái, tiếng Thổ, tiếng Ukrain và tiếng Việt.

### Chương trình ứng dụng
Google đã phát triển vài ứng dụng nhỏ, để tăng hiệu suất người dùng, mở rộng lĩnh vực kinh doanh và giúp cho Gmail có thể dùng được trên phương tiện di động.
Gmail Notifier, một công cụ chính thức của Google, hiển thị một biểu tượng nhỏ trên khay hệ thống của Microsoft Windows và phía bên phải của thanh menu trên Mac OS X, thông báo cơ thư mới trong hộp thư đến của người dùng. Nó cũng có tính năng làm cho Gmail trở thành hộp thư mặc định khi người dùng nhấn vào đường dẫn mailto. Tuy nhiên nó không tải thư mới về. Đối với Linux hiện có một vài trình thông báo không chính thức. Cũng nên chú ý rằng Gmail Notifier không làm việc với Gmail For Your Domain.
Vào 10 tháng 2 năm 2006, Google đã giới thiệu Gmail for your domain. Tất cả các công ty tham gia vào bản thử nghiệm beta được phép sử dụng Gmail thông qua tên miền của họ. Hiện nay những dịch vụ Google khác đã được thêm vào sản phẩm, bao gồm Google Calendar, Google Page Creator và Google Talk.
Vào ngày 2 tháng 11 2006, Google bắt đầu cung cấp phiên bản ứng dụng di động của Gmail dành cho điện thoại di động hỗ trợ ứng dụng Java, có thể tải về trực tiếp khi vào trang gmail.com/app từ điện thoại di động. Trình ứng dụng tạo ra hệ thống menu riêng, dễ sử dụng hơn ứng dụng nền Web trên điện thoại di động. Những thư của Gmail hiển thị rõ ràng, và có thể hiển thị cả file đính kèm (như hình ảnh, văn bản Word) ngay trong ứng dụng.

## Lịch sử phát triển

### Loan báo
Gmail là dự án được khởi đầu bởi Paul Buchheit, nhà phát triển của Google, nhiều năm trước khi được công bố rộng rãi. Trong vài năm, phần mềm chỉ được dùng nội bộ, như chương trình email cho nhân viên Google.
Gmail cuối cùng cũng được công bố rộng rãi vào năm 2004 sau nhiều lời đồn đại. Tuy nhiên, do khi đó là ngày nói dối 1 tháng 4, cuộc họp báo của công ty bao trùm trong sự nghi ngờ của giới công nghệ, nhất là vì Google nổi tiếng với những trò đùa vào ngày Cá tháng tư (như PigeonRank Lưu trữ ngày 2 tháng 6 năm 2013 tại Wayback Machine). Tuy nhiên, họ giải thích rằng trò đùa thực sự đã thông báo rồi, đồng thời, Jonathan Rosenberg, phó giám đốc sản phẩm của Google đã được BBC trích dẫn, "Chúng tôi rất nghiêm túc về Gmail."

### Đăng ký
Khi lần đầu tiên công bố, việc truy cập vào Gmail được giới hạn cho những người nhận được lời mời từ một chủ tài khoản, từ trang Blogger, hoặc bằng điện thoại di động dùng tin nhắn ký tự. Tuy nhiên những người có tài khoản Gmail đầu tiên nhận lời mời sau khi nằm trên một danh sách chờ rất lâu trước khi công bố. Google đã nói rằng hệ thống thư mời của họ luôn có ý định giảm sự lạm dụng, để các spammer không thể tạo nhiều tài khoản. Khi hệ thống thư mời được đưa vào sử dụng, những chủ tài khoản được cung cấp tối đa 100 thư mời để gửi tới những địa chỉ e-mail khác.
Vào 9 tháng 8 năm 2006, việc đăng ký Gmail đã mở rộng cho mọi người ở Úc và New Zealand, ở Nhật Bản từ 23 tháng 8 2006 và ở Ai Cập từ 3 tháng 12 2006.
Vào 7 tháng 2 2007, Gmail cho phép đăng ký đại trà ở Châu Âu, Trung Đông, Châu Phi, Brasil, México, Úc, Nga, Nhật Bản, và Hong Kong.
Vào 14 tháng 2 2007, Gmail cho phép đăng ký trên toàn cầu, và mọi người đều đã có thể đăng ký tài khoản Gmail.

### Tên miền
Trước khi thuộc về Google, tên miền gmail.com được sử dụng bởi dịch vụ e-mail miễn phí do Garfield.com, trang chủ của truyện tranh Garfield, cung cấp. Sau khi chuyển đến tên miền khác, dịch vụ đã bị ngưng.
Vào 22 tháng 6 2005, địa chỉ URI của Gmail đã đổi thành http://mail.google.com/mail/ thay vì http://gmail.google.com/gmail/.

## Giải thưởng
Gmail xếp hạng nhì trong "100 Sản phẩm Tốt nhất năm 2005" của tạp chí PC World, sau Mozilla Firefox. Gmail cũng đoạt 'Honorable Mention' của Bottom Line Design Awards 2005. Gmail đã có được nhiều lời khen từ người dùng nhờ không gian lưu trữ và cách tổ chức độc đáo của nó.

## Chỉ trích

### Bảo mật
Google tự động quét e-mail để thêm các đoạn quảng cáo theo ngữ cảnh. Những người chủ trương quyền riêng tư lo ngại việc làm trên sẽ quét những thông tin cá nhân, nội dung e-mail của họ, và đó sẽ là vấn đề về an ninh. Việc cho phép đọc nội dung email, dù bởi máy tính, cũng tăng sự lo lắng rằng tính riêng tư của email sẽ bị giảm. Hơn nữa, những email được gởi tới tài khoản Gmail từ một tài khoản khác cũng bị quét qua bởi Gmail. Những người gửi email này tất nhiên không đồng ý với quy định dịch vụ và chính sách bảo mật của Gmail. Google có thể đơn phương thay đổi chính sách bảo mật của họ, và Google về mặt kỹ thuật hoàn toàn có thể tham chiếu chéo các cookie thông qua các dòng sản phẩm đa dạng thông tin để tạo ra hồ sơ cho từng cá nhân. Tuy nhiên, thực tế ở đây là sự đan xen chuẩn tất cả hệ thống email—là cách duy nhất những phần mềm kiểm tra thư rác có thể hoạt động. Khi email của ai đó bị kiểm tra xem nó có phải thư rác hay không, nó cũng phải bị quét như vậy.
Những gì những người chủ trương riêng tư cho rằng cũng là một vấn đề, đó là thiếu chính sách tương quan và duy trì dữ liệu minh bạch. Google có thể phối hợp thông tin chứa trong email của một người với thông tin về tìm kiếm Internet của họ. Không ai biết thông tin đó bị giữ lại bao lâu, và nó có thể được dùng ra sao. Một trong những sự lo lắng là nó có thể là mục tiêu quan tâm của cơ quan thực thi pháp luật. Hơn 30 tổ chức về quyền riêng tư và tự do cộng đồng đã thúc giục Googe tạm ngưng dịch vụ Gmail cho đến khi những vấn đề trên được giải quyết.
Cũng có những chỉ trích liên quan đến Chính sách bảo mật của Gmail, ví dụ như đoạn "Những bản sao còn lại của những thư và tài khoản đã xóa có thể mất đến 60 ngày để xóa khỏi máy chủ đang hoạt động và có thể duy trì ở hệ thống sao lưu không trực tuyến". Google tiếp tục trả lời sự chỉ trích này bằng cách chỉ ra rằng Gmail đang sử dụng những phương pháp được dùng rộng rãi nhất trong công nghiệp. Google sau đó nói rằng họ sẽ "nỗ lực hợp lý để loại bỏ những thông tin đã bị xóa ra khỏi thông tin của họ càng nhanh càng tốt là thực tế."

### Dịch vụ
Người dùng thỉnh thoảng nhận thấy tài khoản của họ ở trạng thái tạm thời không hoạt động.
Gmail không sử dụng dịch vụ Internet Message Access Protocol.
Khi gửi email từ tài khoản Gmail, lỗi "Thư bị từ chối bởi lý do nêu trong Mục 5" có thể xảy ra. Điều này bắt đầu xảy ra từ tháng 5 năm 2006. Cho đến tháng 4 năm 2007 vẫn không có lời giải thích về lý do gây ra báo lỗi đó.
Giới hạn gửi đến 500 người nhận hay việc sử dụng một con số không được tiết lộ nhưng thấp (dưới 25) số địa chỉ email bị gửi thất bại đã dẫn đến sự ngưng trệ trong bất cứ tài khoản nào vi phạm chính sách này. Không một email nào được phép gửi đi trong một khoảng thời gian tối thiểu là 24 giờ. Không có một lời cảnh báo hay thông báo nào được gửi đến.
Thỉnh thoảng tính năng ghép thư không ghép thư với thứ gì, và bỏ ghép trong cùng một luồng.
Gmail không cho phép người dùng gửi hay nhận những tập tin thực thi được, hay những tập tin nén chứa những tập tin thực thi được.
Ở chế độ HTML cơ bản, những thư chỉ có ký tự kích thước lớn không được trình bày toàn bộ.

### Giao diện web
Khi cuộc đàm luận nhóm những tin nhắn liên quan thành một chồng tuyến tính, chúng có thể được mở rộng hoặc thu nhỏ. Không có sự lựa chọn nào để phân biệt những thư chêch ra khỏi dòng đàm luận ban đầu. Điều này có thể xảy ra khi một lá thư được gửi tới nhiều người nhận sau đó sẽ trả lời theo từng cá nhân, hay khi ai đó thay đổi dòng tiêu đề của bức thư anh/chị ta đang trả lời.
Hỗ trợ nhập ký tự hai hướng hiện chỉ có ở giao diện tiếng Ả Rập và tiếng Hebrew.
Thường có khó khăn khi đặt những địa chỉ email từ danh bạ Gmail vào dòng người nhận trong cửa sổ soạn thư mới. Tính năng "tự điền" còn mơ hồ và không làm việc trong tất cả các trình duyệt và hệ điều hành. Nếu một địa chỉ email bắt đầu với một ký tự khác với chữ đầu tiên của tên người nhận, thì người gửi phải thử từng ký tự một cho đến khi địa chỉ đúng hiện ra. Tuy nhiên, có thể mở thư đã soạn trong cửa sổ mới để mở danh bạ, hay một chương trình gmail khác có thể mở trong cửa sổ mới để vào sổ địa chỉ.
Mặc dù các mẩu quảng cáo của Gmail thường được ca ngợi bởi không vướng víu, chúng thật ra có thể làm mất nhiều không gian hơn thanh quảng cáo bằng flash khi có đến sáu "đường dẫn tài trợ" hiện ra bên cạnh email. Thêm vào đó, mở email cũng làm cho thanh Web Clips RSS-feed (nếu kích hoạt) hiển thị một đường dẫn tài trợ khác. Thường thì số quảng có hiện ra trong thanh Web Clips nhiều hơn hẳn số RSS feed người dùng yêu cầu. Tuy nhiên, không giống như các nhà cung cấp khác, khi một email được gửi từ tài khoản Gmail đến email của nhà cung cấp khác, không có quảng cáo trong nội dung thư.
Gmail khuyến khích viết lên đầu bằng cách đặt con trỏ ở phía trên ký tự trích dẫn khi trả lời. Bất kể tin nhắn đã nhận được định dạng thế nào, cuộc đàm thoại của Gmail mặc định chỉ trình bày những nội dung riêng biệt, theo trình tự thời gian, khiến cho kiểu đặt bài không phù hợp với người dùng Gmail.

## Những tranh chấp thương hiệu

### Đức
Vào 4 tháng 7 năm 2005, Google thông báo rằng Gmail Deutschland sẽ được chuyển tên thànhGoogle Mail. Từ đó trở đi, những khách thăm xuất phát từ địa chỉ IP của Đức sẽ được chuyển tiếp đến googlemail.com ở đó họ có thể có được địa chỉ email chứa tên miền mới. Bất kỳ người dùng Đức nào muốn có địa chỉ gmail.com phải đăng ký thông qua một proxy. Người dùng Đức đã đăng ký được phép giữ địa chỉ cũ của mình.
Rắc rối về tên của Đức là do sự tranh chấp về thương hiệu giữa Google và Daniel Giersch. Daniel Giersch sở hữu một công ty có tên "G-mail" cung cấp dịch vụ in ấn email từ người gửi và gửi bản in thông qua thư bưu điện đến người cần nhận. Vào này 30 tháng 1 2007, Văn phòng Sự hài hòa trong thị trường nội địa quyết định nghiêng về Giersch.
Vào ngày cá tháng tư 2007, Google đã đùa cợt G-Mail bằng cách giới thiệu "Gmail Paper", nơi mà người sử dụng có thể nhấn vào đó và thực chất Gmail sẽ gửi đi một bản sao thô.

### Liên hiệp Vương quốc Anh và Bắc Ireland
Vào 19 tháng 10 2005, phiên bản Anh của Gmail cũng được chuyển sang Google Mail, vì thương hiệu "Gmail" đã được đăng ký bởi một công ty khác ở nước Anh. Người dùng đã đăng ký trước khi có sự chuyển đổi sang Google Mail không gặp phải rắc rối nào—họ có thể giữ địa chỉ Gmail, mặc dù biểu trưng ở góc trên bên trái của trang Gmail là dòng chữ Google Mail. Những người dùng mới sẽ đăng ký với địa chỉ googlemail.com. Một lần nữa, một proxy sẽ được dùng nếu muốn đăng ký với tài khoản gmail.com. Nếu người dùng đã đăng ký với Google Mail, e-mail được gửi đến địa chỉ tương đương với đuôi gmail.com vẫn sẽ được nhận (tương tự với hướng ngược lại).

### Ba Lan
Vào tháng 4 năm 2007, Google đã đặt một vụ kiện với gmail.pl Lưu trữ ngày 4 tháng 2 năm 2012 tại Wayback Machine, chủ của một nhóm nhà thơ được biết đến với tên đầy đủ là Grupa Młodych Artystów i Literatów, viết tắt là GMAiL (nghĩa là "nhóm các nghệ sĩ và nhà văn trẻ").

### Trung Quốc Lục Địa
Ở Trung Quốc lục địa có một công ty công nghệ thông tin có tên là gmail.cn và cung cấp địa chỉ email có dạng tênbạn@gmail.cn (Tiếng Trung: 爱思美）.

## Cạnh tranh
Sau buổi công bố và sự phát triển của Gmail, nhiều dịch vụ webmail nhanh chóng tăng dung lượng lưu trữ. Ví dụ, Hotmail cung cấp cho người dùng từ 2 MB lên 250 MB (2 GB cho tài khoản Hotmail Plus). Dung lượng Yahoo! Mail cũng tăng lên đến 250 MB, và cuối tháng 4 năm 2005, đến 1 GB. Tất cả việc làm đó là những bước đi để dừng làn sóng người dùng chuyển sang Gmail, và kích thích sự quan tâm của công chúng vào dịch vụ webmail. Tham vọng bắt kịp Gmail đặc biệt dễ thấy ở MSN Hotmail, nâng cấp dung lượng một cách ngoạn mục từ 250 MB lên 2 GB trong Windows Live Hotmail mới. Vào tháng 8 năm 2005, AOL bắt đầu cung cấp cho tài khoản chat của AIM tài khoản email với dung lượng 2 GB. Một nguồn cạnh tranh khác cũng đến từ 30Gigs, cung cấp 30 gigabytes lưu trữ, ban đầu chỉ thông qua thư mời nhưng nay đã mở rộng cho mọi người. Vào tháng 3 năm 2007, Yahoo! Mail thông báo sẽ cung cấp dung lượng không giới hạn cho tất cả người dùng.
Những dịch vụ webmail khác, như Yahoo! Mail và Windows Live Hotmail, có thời gian khác nhau, thường là ngắn hơn để đánh dấu một tài khoản là không hoạt động; Yahoo! Mail đóng tài khoản ngủ đông sau bốn tháng, và Windows Live Hotmail đóng tài khoản miễn phí sau hai tháng (trước đây là một).
Ngoài việc tăng dung lượng, đã có những cải tiến về giao diện của Yahoo! Mail và Hotmail sau khi Gmail ra đời. Khả năng gửi tập tin đính kèm kích thước 10 MB đã bị bắt kịp bởi Yahoo! Mail và Hotmail vào năm 2005. Theo sau bước chân của Gmail, Yahoo! phát hành dịch vụ Yahoo! Mail Beta và Microsoft phát hành Windows Live Hotmail, cả hai đều có kết hợp giao diện Ajax. Google đã tăng kích thước đính kèm tối đa lên 20 MB vào tháng 5 năm 2007.
Với Google Apps, một gói phần mềm máy chủ gồm cả Gmail, Google đang cạnh tranh với Microsoft Outlook, Outlook Express và Exchange Server.